# جون ليبر
جون ليبر (بالإنجليزية: John Leiper)‏ هو لاعب كرة قدم بريطاني في مركز حراسة المرمى، ولد في 26 يونيو 1938 في أبردين في المملكة المتحدة. لعب مع نادي بليموث أرجايل.